# دوري جامايكا الممتاز 2007–08
دوري جامايكا الممتاز 2007–08 هو الموسم 34 من دوري جامايكا الممتاز. كان عدد الأندية المشاركة فيه 12، وفاز فيه نادي بورتمور يونايتد.